# محمد المرواني
محمد المرواني (24 يوليو 1989- ) لاعب كرة سلة سعودي ولد في جدة. بدأ مسيرته الاحترافية في سنة 2011. يلعب مع نادي الاتحاد السعودي في الدوري السعودي الممتاز لكرة السلة كلاعب وسط. يبلغ طوله 6 قدم 8 بوصة (2.0 م).
كان لاعبا في منتخب المملكة العربية السعودية لكرة السلة في مناسبات عديدة. وفي بطولة آسيا لكرة السلة لعام 2013 تم اختياره كأفضل لاعب في البطولة (إلى جانب الإيراني حامد حدادي).